# Emil Hadač
Emil Hadač (Lázně Bohdaneč, 10 mei 1914 – Praag, 23 april 2003) was een  Tsjechisch botanicus, landschapsecoloog, hoogleraar en auteur die vooral was gespecialiseerd in de vegetatiekunde.
Hadačs bibliografie omvat meer dan 300 wetenschappelijke werken, waaronder een aantal (voor zijn tijd) belangrijke flora's maar ook enkele tientallen door hem nieuwe beschreven syntaxa, waaronder vooral nieuwe gemeenschappen voor Tsjechië en Slowakije. Daarnaast schreef hij ook enkele non-fictieve reisboeken, waaronder Svalbard – studené pobřeží, V zemi sopek a ledovců', Krajina a lidé en Ekologické katastrofy.

## Levensverloop
Hadač studeerde aan de Karelsuniversiteit Praag (faculteit van natuurwetenschappen), waar hij in 1938 promoveerde. Al vanaf het begin van zijn onderzoekscarrière had Hadač een bijzondere interesse gekregen in de flora van het hoge noorden. Hij bracht de rest van het decennium dan ook door in IJsland, Noorwegen en Spitsbergen om deze soortengroep te onderzoeken.
Tijdens de Tweede Wereldoorlog onderwees hij samen met zijn broer Jan Hadač jonge natuuronderzoekers in Pardubice en direct na de oorlog richtte hij een arctische afdeling op binnen de natuurhistorische vereniging, waarmee hij een onderzoeksexpeditie wou organiseren naar het noorden van Rusland, waaronder in het bijzonder het schiereiland Tajmyr. De toenmalige politieke situatie maakte de expeditie echter onmogelijk; in plaats daarvan vertrok het team in 1948 naar IJsland, waarmee Hadač zijn wetenschappelijke contacten had onderhouden. In 1948 publiceerde hij samen met zijn broer een flora van Pardubice: de Květena Pardubická. Dit werd gevolgd door verscheidene aparte flora's van verschillende gebergten, waaronder de Dolina Siedmich prameňov (Belianske Tatra), Bukovské Vrchy en het IJzergebergte. 
Hadač leidde in de periode 1948–1954 het Ústavu pro výzkum peloidů ('Instituut voor peloïdonderzoek') in Františkovy Lázně, waar hij zich vooral concentreerde op de studie van bioliet. Het resulteerde in de monografie Československé peloidy – léčivá bahna, rašeliny a slatiny die in 1953 werd gepubliceerd.
In de daaropvolgende jaren reisde en werkte Hadač in verschillende delen van de wereld, waaronder de Kaukasus, Koerdistan, Cuba en Irak. In Irak werkte in de periode 1959–1961 als professor aan de Universiteit van Bagdad. In de periode 1971–1979 was hij als directeur van Ústavu krajinné ekologie ČSAV ('Instituut voor Landschapsecologie van de Tsjechoslowaakse Academie van Wetenschappen'). Ook was hij hoofd van de ecologische afdeling van de Československá biologická společnosti ('Tsjechoslowaakse Biologische Vereniging'). Hadač breidde zijn wetenschappelijke werkterrein geleidelijk uit van geobotanische disciplines naar de meer algemene landschapsecologie. Van 1971–1981 was hij hoofdredacteur van het Tsjechische wetenschappelijk tijdschrift Vesmír.
Verder werkte Hadač als voorzitter van de wetenschappelijke raad van het nationaal park Krkonoše en als vicevoorzitter van de Česká botanická společnost ('Tsjechoslowaakse Botanische Vereniging').

## Beschreven syntaxa
In het onderstaande overzicht vindt men syntaxa waarvan Hadač (co-)auteur is en die een artikel hebben op de Nederlandstalige Wikipedia.
Klassen
- klasse van droge heiden – Calluno-Ulicetea Br.-Bl. & Tx. ex Klika & Hadač 1944
- klasse van bronbeekgemeenschappen – Montio-Cardaminetea Br.-Bl. & Tx. ex Klika & Hadač 1944

Orden
- tandzaad-orde – Bidentetalia Br.-Bl. & Tx. ex Klika & Hadač 1944

Verbonden
- granietschildmos-verbond – Xanthoparmelion conspersae Hadač in Klika & Hadač 1944

Associaties
- smaragdsteeltjes-associatie – Barbuletum convolutae Hadač & Šmarda 1944